# لاگوآ
یکی از شهرهای کشور پرتغال است. لاگوا در زبان پرتغالی به معنای مرداب است.